# Sustainable Supply Chain Finance
Der Sustainable Supply Chain Finance (deutsch in etwa: Finanzierung nachhaltiger Lieferketten) ist eine Sonderform der Supply Chain Finance, bei der die Finanzierungskonditionen an die Nachhaltigkeit des Lieferanten, beispielsweise sein Öko-Rating, gekoppelt sind. Damit können Kunden, z. B. Abnehmer aus der Industrie, ihren Lieferanten finanzielle Anreize setzen, ökologischer und sozialverträglicher zu handeln. Da ein Großteil der eigenen Nachhaltigkeits- oder Sozialbilanz von der eigenen Lieferkette abhängig ist, wird dieses Steuerungsinstrument für Unternehmen immer wichtiger. Auch Finanzinstitute wie Banken können Lieferanten mit einer guten Öko- und Sozialbilanz Sonderkonditionen einräumen. Erste Erfahrungen mit Sustainable Supply Chain Finance gibt es bereits, allerdings steht die Entwicklung erst am Anfang.

## Motive
Studien zufolge hängen zwischen 50 und 70 Prozent der Öko- und Sozialbilanz eines Unternehmens von seiner Lieferkette ab. Ein verändertes Bewusstsein bei den Konsumenten sowie erfolgte und erwartete regulatorische Verschärfungen führen dazu, dass Unternehmen in den vergangenen Jahren verstärkt in ihre Nachhaltigkeit investieren. Auch im Bereich der Unternehmensfinanzierung zeigen Entwicklungen wie Green Bonds und Green Loans, dass Unternehmen mit höheren Nachhaltigkeitsratings günstigere Finanzierungsmöglichkeiten erhalten, da Investoren Kapitalanlagen in solche Unternehmen explizit nachfragen. Die Sustainable Supply Chain Finance verspricht eine relativ einfach umzusetzende Steuerungsmöglichkeit für Einkäufer/Kunden, ihre Lieferkette durch finanzielle Anreize für nachhaltige Lieferanten nach sozialen und ökologischen Gesichtspunkten zu optimieren. Dabei sollen zugleich Reputations- und Haftungsrisiken vermindert und Kosten eingespart werden. Das World Economic Forum sieht bei Sustainable Supply Chains ein Potenzial, Lieferkettenkosten um 9–16 Prozent zu reduzieren und den Umsatz um 5–20 Prozent zu steigern.

## Formen
Im Grundsatz finden die gleichen Instrumente der Supply Chain Finance Anwendung. Diese Instrumente können Lieferanten mit Liquidität versorgen und Abnehmern eine Möglichkeit bieten, eigene Liquidität ertragreich zu nutzen. Typische Instrumente sind:
- Dynamic Discounting: Lieferanten räumen ihren Kunden bei Zahlung vor Ende der Zahlungsfrist Skonti ein. Je früher der Lieferant bei einem solchen Programm die Zahlung einer Rechnung anfordert, desto höher fällt der zu zahlende Skontobetrag aus. Dabei können die entsprechenden Konditionen je Rechnung individuell verhandelt werden.
- Reverse Factoring: Ein externer Finanzdienstleister finanziert die Rechnung vor, indem er den Lieferanten früher bezahlt. Die ursprüngliche Rechnungssumme wird vom Abnehmer erst am ursprünglichen Zahlungsziel eingefordert. Weitere Formen der Supply Chain Finance sind eine Zwischenfinanzierung durch einen Finanzdienstleister, Käuferdarlehen, das klassische Factoring und Rechnungsauktionen.

Spezialisierte SCF-Plattformen erlauben eine Automatisierung der Supply-Chain-Finance-Prozesse und Konditionen auf Basis von individuell definierbaren Vorgaben. Im Unterschied zur „klassischen“ Supply Chain Finance werden bei der Sustainable Supply Chain Finance dabei die Konditionen neben finanziellen Erwägungen auch durch Nachhaltigkeitskriterien beeinflusst. So können Abnehmer beispielsweise Lieferanten mit einem höheren Nachhaltigkeitsrating Vorzugskonditionen gewähren. Die Lieferanten weisen die Erfüllung der Nachhaltigkeits- und Sozialanforderungen durch hinterlegte Zertifikate o. ä. nach. So erhalten diese Lieferanten eine günstigere und bessere Finanzierungsbasis.

## Sustainable Supply Chain Finance in der Praxis
In der Praxis stehen Sustainable-Supply-Chain-Finance-Lösungen noch am Anfang der Entwicklung. Bislang sind erst wenigen Unternehmen die Möglichkeiten bekannt. Zudem erschwert das Fehlen von weithin anerkannten Standards für die Bewertung von Nachhaltigkeit und Sozialverhalten die Entwicklung. Prominente Anwendungsfälle sind ein 2014 aufgelegtes SCF-Programm zwischen dem Kleidungshersteller Levi Strauss und der Entwicklungsbank International Finance Corporation, die Zusammenarbeit 2016 zwischen dem Sportartikelhersteller Puma, der BNP Paribas und der International Finance Corporation auf der Plattform GT Nexus sowie seit 2019 das Programm von Walmart und der HSBC. Einer der ersten Plattform-Anbieter in Deutschland, der Sustainability-Kriterien berücksichtigen kann, ist das SCF-Unternehmen Traxpay.